# Saori Anou
Saori Anou (en japonés: 安納サオリ, Anō Saori) (Ōtsu, 1 de febrero de 1991) es una luchadora profesional japonesa conocida por sus trabajos con las promociones Oz Academy y Pure-J.

## Carrera profesional

### Circuito independiente (2015-presente)
Como artista independiente, Anou es conocida por competir en varias promociones. En un house show organizado por Pure-J el 9 de octubre de 2017, hizo equipo con Natsumi Maki y desafió sin éxito a Command Bolshoi y Leon por el Daily Sports Tag Team Championship. En el W-1 WRESTLE-1 Tour 2018 Autumn Bout, un evento promovido por WRESTLE-1 el 1 de noviembre de 2018, Anou hizo equipo con Natsumi Maki en un esfuerzo perdedor ante Hana Kimura y Asuka. En Seadlinnng Shin-Kiba 11th NIGHT' el 12 de abril de 2019, Anou hizo equipo con Miyuki Takase e Himeka Arita en un esfuerzo perdedor ante Hiroyo Matsumoto, Makoto y Yoshiko. En Zero1 Super Fireworks, evento de Pro Wrestling ZERO1 el 24 de febrero de 2020, hizo equipo con Mayumi Ozaki contra Aja Kong e Hiroyo Matsumoto, que era la campeona de Blast Queen.

#### DDT Pro Wrestling (2017-presente)
Anou ha hecho apariciones esporádicas para DDT Pro-Wrestling. Su primer combate tuvo lugar en DDT YAROZ Part 4 el 14 de febrero de 2017, donde derrotó a Tam Nakano. En DDT Live! Maji Manji #11 el 10 de julio de 2018, compitió en una battle royal de supervivencia de 7 personas por el Ironman Heavymetalweight Championship en la que también participaron Konosuke Takeshita, Kudo, Toru Owashi, Masahiro Takanashi, Nobuhiro Shimatani y Saki Akai.
También compitió en eventos de firmas de la promoción como el DDT Peter Pan. En la primera noche de Wrestle Peter Pan 2020, el 6 de junio, hizo equipo con Hiroshi Yamato para derrotar a Haruka Kato y Keisuke Ishii.

#### Ice Ribbon (2017–presente)
Anou también forma parte del roster de Ice Ribbon. En el New Ice Ribbon #974 del 3 de agosto de 2019, hizo equipo con Maika Ozaki y desafió sin éxito a Giulia y Tequila Saya por el International Ribbon Tag Team Championship. En New Ice Ribbon #1090 del 31 de diciembre de 2020, Anou desafió sin éxito a Suzu Suzuki por el ICE Cross Infinity Championship.

#### Oz Academy (2017-presente)
Hizo su primera aparición en la promoción en OZ Academy Plum Hanasaku 2017 el 20 de agosto, donde formó equipo con Command Bolshoi y Aoi Kizuki en un esfuerzo perdedor ante Kaori Yoneyama, Rina Yamashita y Sakura Hirota como resultado de un tag team match de seis mujeres. Cuando compite en la promoción, forma parte del stable Ozaki-gun. En OZ Academy You Might Think, el 7 de octubre de 2018, hizo equipo con sus compañeras Mayumi Ozaki y Yumi Ohka en un esfuerzo perdedor ante Borderless (Rina Yamashita y Yoshiko) e Hikaru Shida. En Something is Happening Tonight, el 25 de agosto de 2019, Anou formó equipo con Maya Yukihi y derrotó a Beast Friend (Hiroyo Matsumoto y Kaori Yoneyama) para ganar el Oz Academy Tag Team Championship. En OZ Academy Plum Hanasaku 2020 ~ OZ No Kuni Buntai Final, el 28 de agosto de 2020, desafió sin éxito a Mayumi Ozaki por el Oz Academy Openweight Championship.

#### World Wonder Ring Stardom (2015-2017)
Anou entró en el estrellato del World Wonder Ring Stardom durante un breve periodo de tiempo. Es conocida por competir en diversos eventos como la Goddesses of Stardom Tag League, haciendo su primera aparición en la edición de 2016 donde formó equipo con Hiromi Mimura, situándose en el Bloque A y sumando un punto tras enfrentarse a los equipos de Twisted Sisters (Thunder Rosa y Holidead), Santana Garrett y Chelsea Green, y Yoko Bito y Kairi Sane. En el Stardom Year-End Climax 2016, celebrado el 22 de diciembre, formó equipo con Kaori Yoneyama en un esfuerzo perdedor ante Natsuko Tora y Jungle Kyona y Oedo Tai (Hana Kimura y Kris Wolf) como resultado de un tag team match a tres bandas.

## Campeonatos y logros
- Ice Ribbon
  - ICE Cross Infinity Championship (1 vez)
- Actwres girl'Z
  - AgZ Championship (1 vez)[19]
  - AgZ Championship Tournament (2018)
- DDT Pro-Wrestling
  - Ironman Heavymetalweight Championship (1 vez)[20]
- Oz Academy
  - Oz Academy Tag Team Championship (1 vez) – con Maya Yukihi[21]
- Pure-J
  - Princess of Pro-Wrestling Championship (1 vez)[22]